# لیتسی دومینگس
لیتسی بانیا دومینگِس بالدراس (اسپانیایی: Litzy Vanya Domínguez Balderas‎؛ زادهٔ ۲۷ اکتبر ۱۹۸۲) که معمولاً با نام لیتسی دومینگِس شناخته می‌شود، بازیگر و خوانندهٔ مکزیکی است. او برای بازی در سریال در جستجوی پدر در ایران شناخته می‌شود.

## فیلم‌شناسی
| سال       | مجموعهٔ تلویزیونی     | نقش              |
| --------- | -------------------- | ---------------- |
| ۲۰۲۲      | چه کسی سارا را کشت؟  |                  |
| ۲۰۱۱–۲۰۱۲ | خدمتکاری در منهتن    | ماریسا لوخان     |
| ۲۰۱۰      | عاشقم باش احمق       | خولیتا دوریی     |
| ۲۰۰۹      | گناهکار              | لوس ماریا مندوسا |
| ۲۰۰۵      | در جستجوی پدر        | مارگاریتا لوپز   |
| ۲۰۰۲      | دانیلا               | دانیلا گامبوئا   |
| ۲۰۰۰      | چهره فرشته کوچک      | خواننده در کلیسا |
| ۲۰۰۰      | دکادآ: رویاهای جوانی | لائورا مارتینس   |